# 立山村
立山村（たてやまむら）は、かつて富山県中新川郡にあった村。

## 沿革
- 1889年（明治22年）4月1日 - 町村制施行に伴い上新川郡岩峅寺村・宮路岩峅寺村・下田村・伊豆林村・吉峰野開・栃津村・座主坊新村・東中野新村・横江野開・横江村・千垣村・芦峅寺村が合併し、布倉村（ぬのくらむら）が発足。合併当時の戸数は488戸、人口は2,601人[2]。
- 1894年（明治27年）5月12日 - 名称を立山村に変更。
- 1896年（明治29年）4月1日 - 上新川郡のうち、常願寺川以東の区域が中新川郡として分立。当村は中新川郡所属となる。
- 1917年（大正6年）8月 - 村役場が宮地96番地の村有建村（元巡査駐在所）に移転[3]。
- 1935年（昭和10年） - この時点での人口は3,440人[4]。
- 1940年（昭和15年）8月 - 村役場が産業組合（保証責任立山村信用購買販売利用組合）に移転[3]。
- 1949年（昭和24年）9月 - 旧岩峅小学校の一部校舎に移転[3]。
- 1954年（昭和29年）1月10日 - 雄山町・上段村・釜ヶ淵村・東谷村・利田村と合併し、立山町が発足。同日立山村廃止。旧村役場は連絡所として残る[3]。

## 歴代村長
出典→
布倉村長
- 金山従革（1889年8月10日 - 1893年8月9日（初代）、1893年8月15日 - 1894年5月11日（2代）、第2代途中で布倉村から立山村に改名）

立山村長
- 金山従革（1894年5月12日 - 1897年8月14日（2代〔以降、布倉村時代からの通算〕）、1897年10月22日 - 1898年3月14日（3代）、1898年8月4日 - 1902年8月3日（4代）、1902年8月8日 - 1906年8月7日（5代）、1906年11月26日 - 1910年11月25日（6代）、1910年11月25日 - 1914年11月25日（7代）、1914年11月26日 - 1917年3月17日（8代）、布倉村時代から引き続き、第8代まで村長を務めた）
- 佐伯新之（1917年9月18日 - 1921年9月17日（9代）、1921年9月28日 - 1925年9月27日（10代）、1925年9月28日 - 1929年9月27日（11代）、1929年9月28日 - 1932年3月31日（12代））
- 佐伯豊邦（1932年4月18日 - 1936年4月17日（13代）、1936年4月18日 - 1940年4月17日（14代）、1940年4月18日 - 1944年4月17日（15代）、1944年5月6日 - 1946年11月19日（16代））
- 佐伯外治（1947年4月18日 - 1950年3月31日（17代））
- 野島茂義（1950年5月6日 - 1953年11月29日（18代））